# Veržej
 Veržej  est une commune située dans la région du Prekmurje dans le nord-est de la Slovénie. La commune a été créée en 1998 à la suite de la réorganisation territoriale de la commune de Ljutomer.

## Géographie
La région est traversée par la rivière Mur et se trouve à proximité de la frontière avec la Hongrie. La région fait partie de la plaine pannonienne et du bassin hydrographique du Danube.

## Histoire
La commune a été occupée par les forces allemandes à partir du 8 avril 1941 avant d'être libérée le 8 mai 1945 par les partisans yougoslaves aidés de troupes russes.

## Démographie
Entre 1999 et 2021, la population de la commune de Veržej est restée assez stable et légèrement supérieure à 1 000 habitants,.
Évolution démographique
| 1999  | 2000  | 2001  | 2002  | 2003  | 2004  | 2005  | 2006  | 2007  |
| ----- | ----- | ----- | ----- | ----- | ----- | ----- | ----- | ----- |
| 1 403 | 1 428 | 1 385 | 1 390 | 1 358 | 1 348 | 1 351 | 1 348 | 1 332 |
| 2008  | 2009  | 2010  | 2011  | 2012  | 2013  | 2014  | 2015  | 2016  |
| 1 313 | 1 308 | 1 313 | 1 287 | 1 284 | 1 299 | 1 296 | 1 295 | 1 299 |
| 2017  | 2018  | 2019  | 2020  | 2021  |       |       |       |       |
| 1 315 | 1 291 | 1 288 | 1 325 | 1 344 |       |       |       |       |

## Personnages célèbres
- Slavko Osterc (1895-1941), compositeur.